# Деревянко, Алексей Лукич
Алексей Лукич Деревянко (15 марта 1908 года, Мариуполь — 1983 год, Мариуполь) — передовик производства, старший мастер Ждановского металлургического завода имени Ильича, Сталинская область, Украинская ССР. Герой Социалистического Труда (1958).

## Биография
В 1923 году устроился на работу на металлургический завод имени Ильича. Работал учеником слесаря. С 1925 года трудился вальцовщиком в листопрокатном цехе № 6. В 1930 году получил 8 разряд оператора. После начала Великой Отечественной войны вместе с заводом был эвакуирован в Нижний Тагил. После войны возвратился в Мариуполь, где продолжил работать в листопрокатном цехе № 7 завода имени Ильича. Трудился оператором, сменным мастером и старшим мастером.
В 1958 году удостоен звания Героя Социалистического Труда за выдающиеся производственные показатели.
После выхода на пенсию проживал в Мариуполе, где скончался в 1983 году.
Именем Алексея Деревянко названа одна из улиц в Мариуполе (образована в 2014 году). 

## Награды
- Герой Социалистического Труда — указом Президиума Верховного Совета СССР от 19 июля 1958 года
- Орден Ленина